# 1908年ロンドンオリンピックのドイツ選手団
1908年ロンドンオリンピックのドイツ選手団（1908ねんロンドンオリンピックのドイツせんしゅだん）は、1908年4月27日から10月31日にかけてイギリスの首都ロンドンで開催された1908年ロンドンオリンピックのドイツ選手団、およびその競技結果。

## 概要
今大会は金メダル3個、銀メダル5個、銅メダル5個の合計13個のメダルを獲得した。

## メダル
| メダル | 選手名                                                                          | 競技               | 種目                    |
| ------ | ------------------------------------------------------------------------------- | ------------------ | ----------------------- |
| 金     | アンナ・ヒュブラー ハインリヒ・ブルガー                                         | フィギュアスケート | ペア                    |
| 銀     | アルトゥール・ホフマン ハンス・アイケ オットー・トリーロフ ハンス・ブラウン     | 陸上               | 男子1600mメドレーリレー |
| 銀     | オットー・フロイツハイム                                                        | テニス             | 男子シングルス          |
| 銀     | マックス・ゲッツェ リシャルド・カッツァー ヘルマン・マルテンス カール・ノイマー | 自転車             | 男子団体追い抜き        |
| 銀     | エルザ・レントシュミット                                                        | フィギュアスケート | 女子シングル            |
| 銅     | ハンス・ブラウン                                                                | 陸上               | 男子800m                |
| 銅     | カール・ノイマー                                                                | 自転車             | 男子660ヤードレース     |